# Five
Five este cel de-al doilea mini album al cântăreței japoneze Ayumi Hamasaki lansat pe 31 august 2011 de către casa de discuri Avex Trax în Japonia. A fost lansat în trei ediții : CD+DVD, CD și CD - ediție limitată. Două luni mai târziu, pe 09 noiembrie 2011, Five a fost lansat în format de Bluray fiind primul album din lume lansat în acest tip de format. Five este cel de-al 18-lea album al lui Hamasaki care să urce în vârful clasamentului Oricon  și primul ei album care să stea pe locul 1 timp de două săptămâni consecutive în clasamentul Oricon încă din anul 2006, de când (Miss)understood a fost lansat. De asemenea, este primul album de-al ei înca de când Next Level a fost lansat (în 2009) care să ocupe poziția fruntașă în clasamentul lunar Oricon. Albumul a fost premiat cu Discul de Aur fiind primul album de studio al lui Hamasaki care să nu primească Discul de Platină.

## Informații
Five este primul mini album al lui Hamasaki din ultimii 8 ani. Este de asemenea primul album al lui Ayumi care să nu fie precedat de vreun single.

## Lista cu melodii
Toate versurile sunt scrise de Ayumi Hamasaki. 
| CD  |                                 |                  |             |                     |  |
| Nr. | Titlu                           | Muzică           | Aranjamente | Lungime             |  |
| 1.  | „Progress”                      | Yuta Nakano      | Yuta Nakano | 5:06                |  |
| 2.  | „Another Song” (cu Naoya Urata) | Yuta Nakano      | Yuta Nakano | 5:21                |  |
| 3.  | „Why...” (cu Juno)              | Kazuhiro Hara    | Yuta Nakano | 3:57                |  |
| 4.  | „Beloved”                       | Yasuhiko Hoshino | Yuta Nakano | 5:19                |  |
| 5.  | „Brillante”                     | Timothy Wellard  | Yuta Nakano | 5:58/10:05 (CD+DVD) |  |

| CD+DVD melodie secretă |                           |               |             |         |  |
| Nr.                    | Titlu                     | Muzică        | Aranjamente | Lungime |  |
| 6.                     | „Why...” (cu Naoya Urata) | Kazuhiro Hara | Yuta Nakano |         |  |

| melodie bonus doar in ediția de CD |                               |                  |             |         |  |
| Nr.                                | Titlu                         | Muzică           | Aranjamente | Lungime |  |
| 6.                                 | „Beloved (Orchestra version)” | Yasuhiko Hoshino | Yuta Nakano | 6:10    |  |

| DVD |                                                         |         |  |
| Nr. | Titlu                                                   | Lungime |  |
| 1.  | „Progress” (Videoclip)                                  |         |  |
| 2.  | „Another Song” (cu Naoya Urata) (Videoclip)             |         |  |
| 3.  | „Why...” (cu Juno) (Videoclip)                          |         |  |
| 4.  | „Beloved” (Videoclip)                                   |         |  |
| 5.  | „Brillante” (Videoclip)                                 |         |  |
| 6.  | „Progress” (Secvențe de la filmările videoclipului)     |         |  |
| 7.  | „Another Song” (Secvențe de la filmările videoclipului) |         |  |
| 8.  | „Why...” (Secvențe de la filmările videoclipului)       |         |  |
| 9.  | „Beloved” (Secvențe de la filmările videoclipului)      |         |  |
| 10. | „Brillante” (Secvențe de la filmările videoclipului)    |         |  |

## Clasamente
| Lansare        | Clasament                     | Poziția de vârf | Vânzările din prima săptămâna | Vânzările totale | Durată       |
| -------------- | ----------------------------- | --------------- | ----------------------------- | ---------------- | ------------ |
| 31 august 2011 | Clasamentul Oricon Zilnic     | 1               | 56,258                        |                  |              |
| 31 august 2011 | Clasamentul Oricon Săptămânal | 1               | 127,024                       | 213,495          | 20 săptămâni |
| 31 august 2011 | Clasamentul Oricon Lunar      | 1               | 189,551                       |                  |              |
| 31 august 2011 | Clasamentul Oricon Anual      | 30              | 210,652                       |                  |              |

Clasamentul G-Music (Taiwan)
| Lansare            | Clasament         | Poziția de vârf | Procentajul de vânzari | Durată      |
| ------------------ | ----------------- | --------------- | ---------------------- | ----------- |
| 02 septembrie 2011 | Clasamentul Combo | 7               | 1.58%                  | 2 săptămâni |
| 02 septembrie 2011 | Clasament japonez | 2               | 17.73%                 | 6 săptămâni |

### Certificări
| Țară    | Furnizor | Certificări |
| ------- | -------- | ----------- |
| Japonia | RIAJ     | Aur         |